# SHINee
SHINee (кор. 샤이니, яп. シャイニー, читається як Шайні) — південнокорейський чоловічий гурт заснований SM Entertainment у 2008 році. Офіційний дебют відбувся 25 травня 2008 року на SBS Inkigayo з піснею «Replay». Музичний вплив гурту в рідній країні приніс їм численні нагороди та звання «Принців K-pop». Гурт складається з чотирьох осіб: Онью, Кі, Мінхо та Тхемін. Головний вокаліст — Джонхьон — помер у грудні 2017 року.
SHINee вважається одним з найкращих живих вокальних гуртів K-pop і відомі своїми синхронізованими та складними танцювальними рухами. Вони отримали три нагороди поспіль за найкраще танцювальне виконання на Mnet Asian Music Awards («Sherlock (Clue + Note)», «Dream Girl» та «View»). Основним музичним стилем SHINee є сучасний ритм-енд-блюз, але гурт також відомий своїм експериментальним звучанням, яке поєднує різні жанри, зокрема фанк-рок, хіп-хоп та EDM.

## Назва
Назва гурту — це комбінація англійського слова «shine» (укр. сяяти) та суфіксу «ee», що разом значить «той, хто сяє».

## Кар'єра

### 2008: Дебют таThe Shinee World

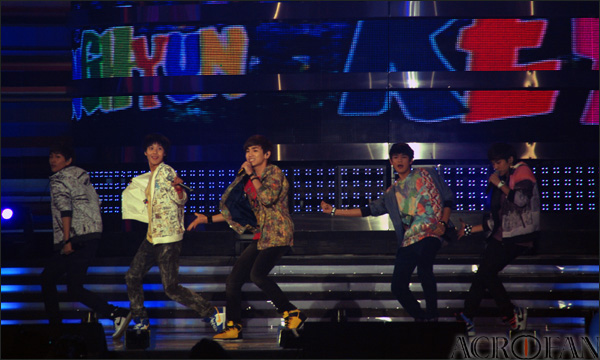
SHINee у листопаді 2008 року. Зліва направо: Онью, Тхемін, Кі, Мінхо і Джонхьон.

До дебюту SHINee SM Entertainment представили свій новий бой-бенд як гурт, що виконує пісні у жанрі сучасний ритм-н-блюз, який має на меті стати законодавцями моди в усіх сферах музики, моди та танців. 22 травня 2008 року вийшов дебютний мініальбом Replay, який дебютував у топ-10 корейського альбомного чарту, де посів 8 місце. Продажі за першу половину року склали 17 975 копій. У день виходу альбому SHINee також дебютували на сцені Inkigayo.
У червні SHINee перемогли у номінації «Rookie of the Month» на Cyworld Digital Music Awards; у серпні гурт отримав нагороду у номінації «Hot New Star» на Mnet Choice Awards. Того ж місяця вийшов перший студійний альбом гурту The SHINee World, котрий дебютував у топ-3 корейського альбомного чарту, а продажі склали 30 тисяч копій.
Shinee взяли участь у п'ятому Asia Song Festival, де вони отримали нагороду «Best New Artist» разом із японським жіночим гуртом Berryz Kobo. 30 жовтня 2008 року гурт відвідав церемонію нагородження Style Icon Awards, де вони отримали нагороду «Best Style Icon Award». Того ж дня була випущена оновлена версія The Shinee World під назвою Amigo, до якої увійшли три нові пісні: «Forever or Never», ремікс «Love Should Go On» і головний сингл «Amigo». «Amigo» — це скорочена версія корейської фрази «areumdaun minyeoreul joahamyeon gosaenghanda», яку можна перекласти як «Серце болить, коли ти закохуєшся в красуню».
У листопаді 2008 року Shinee виграли нагороду у категорії «Best New Male Group» на музичному фестивалі Mnet KM 2008, обійшовши інших новачків U-KISS, 2PM, 2AM і Mighty Mouth. Крім того, на 23-й церемонії вручення премії «Золотий диск» гурт також отримав нагороду «Newcomer Album of the Year».

### 2009—2010: Ріст популярності таLucifer
На початку лютого 2009 року, на вісімнадцятій Щорічній сеульській музичній церемонії нагородження (18th Seoul Music Awards) SHINee отримали нагороду «Найкращий новий виконавець», нарівні з такими гуртами, як Davichi і Mighty Mouth. Потім агентство SM Entertainment оголосило, що 21 травня SHINee планують повернення з другим мініальбомом Romeo.18 травня був випущений перший сингл «Juliette». Пізніше було оголошено, що їх повернення буде відкладено, оскільки Онью травмував кілька зубів через нещасний випадок, і реліз мініальбому відбувся тільки 25 травня. Через кілька днів, 5 червня, SHINee виступили на телешоу KBS Music Bank.
16 липня 2009 була випущена перша частина фотобука гурту, названа «День». 25 вересня вийшла друга частина під назвою «Ніч»[джерело?].
Третій мініальбом гурту Year of Us вийшов через п'ять місяців, 19 жовтня 2009 року у цифровому форматі, а фізична копія вийшла 22 жовтня. Агентство SM Entertainment заявило, що в цьому альбомі найбільш виграшно розкриваються вокальні здібності учасників гурту, а також демонструється унікальність гурту в цілому. Заголовна пісня «Ring Ding Dong» була випущена в мережу раніше решти альбому, 14 жовтня; повернення гурту відбулося 16 жовтня на KBS Music Bank. У лютому 2010 року вони отримали нагороду «бонсан» (BonSang) на дев'ятнадцятій Щорічній сеульській музичній церемонії нагородження. У грудні гурт також почав розповсюджувати свою пісню «Jojo».
Агентство SM Entertainment випустило індивідуальні фототизери кожного учасника гурту до нового альбому, починаючи з Мінхо (8 липня) і закінчуючи Кі (12 липня). Тизер кліпу на заголовну пісню нового альбому був випущений 14 липня на офіційному YouTube каналі агентства. Передбачалося, що повернення гурту відбудеться 16 липня на KBS Music Bank, а потім почнеться промоушн альбому, але він був відкладений до 23 липня через те, що Мінхо пошкодив ногу на зйомках Dream Team 2.[джерело?]
Другий повноформатний альбом Lucifer побачив світ 19 липня в один день з однойменним кліпом на заголовну пісню. Вже через лічені години альбом зайняв перші рядки в рейтингах продажів. Пісні, що входять в альбом, були «відібрані більш ретельно, ніж будь-коли», і альбом повинен був «продемонструвати слухачам різноманітність композицій, а також дозволити їм оцінити, наскільки дорослішими, впевненішими звучать голоси учасників гурту».
Повернення відбулося 23 липня на KBS Music Bank. Танцювальна версія кліпу з'явилася 3 серпня. Потім, 1 жовтня, було випущено перевидання альбому, що отримало назву Hello, і включало в себе три нових пісні — «Hello», «하나 (One)» і «Get It». Однойменний кліп вийшов 4 жовтня.[джерело?]
21 серпня, разом зі своїми колегами по агентству, гурт взяв участь в концерті SMTown Live '10, який проходив на Олімпійському Стадіоні Чамсіль в Сеулі. Пізніше вони виступили з концертами в Шанхаї й Лос-Анджелесі. 26 грудня, в Токіо, на арені Yoyogi National Gymnasium, відбувся перший концерт SHINee. На цьому концерті був вперше показаний кліп на пісню «Quasimodo», що входить до другого альбому Lucifer. Також гурт оголосив, що в березні 2011 року вони випустять свій перший альбом в Японії (під лейблом EMI Music Japan), куди, відповідно, увійдуть пісні японською мовою.[джерело?]

### 2011−12: Японський дебют,The FirstтаSherlock
1 січня 2011 року Shinee виступили на Olympic Gymnastics Arena у Сеулі. Концерт став частиною їхнього туру Shinee World, після чого відбулися виступи у різних містах Японії протягом 2011 року.
Японський дебют гурту відбувся 22 червня 2011 року з японською версією їхньої пісні «Replay», продажі якої досягли 91 тисячу копій протягом першого тижня. Пісня отримала золотий сертифікат від японської асоціації звукозаписувальних компаній досягнувши 100 тисяч проданих копій. На той час це була рекордна кількість, зафіксована Oricon для дебюту південнокорейського гурту.

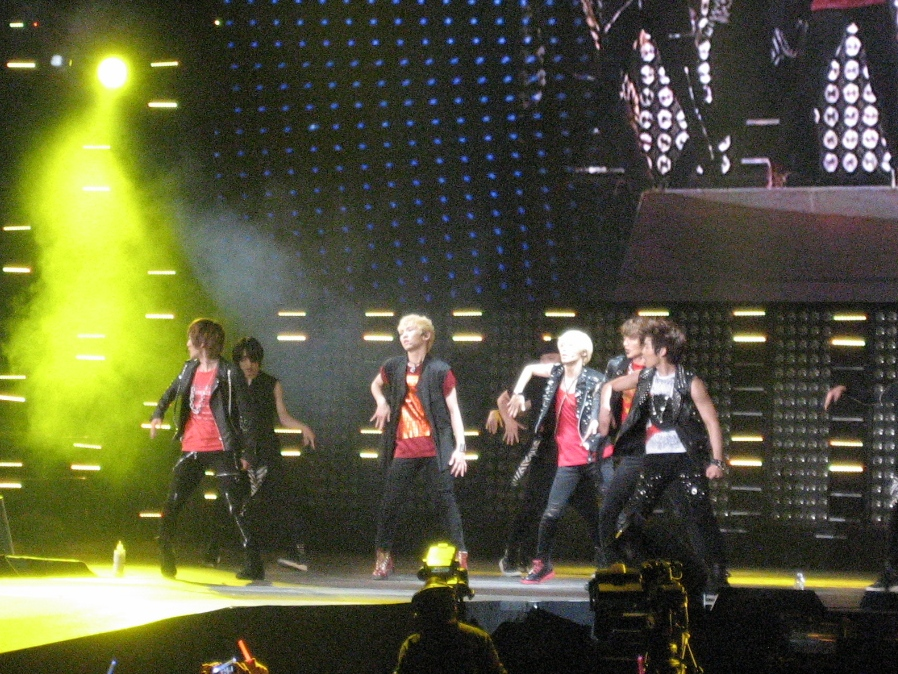
SHINee у 2011 році

Після майже двох років відсутності SHINee повернулися на музичну сцену 22 березня 2012 з новим альбомом Sherlock. SHINee також випустили кліп на однойменний заголовний трек альбому 22 березня. Пісня «Sherlock» досягала перших позицій у багатьох музичних чартах. SHINee також отримали багато уваги в глобальних музичних чартах, наприклад, у Сполучених Штатах, Канаді, Великій Британії та Франції, досягнувши 8-го місця на ITunes Top Albums chart[джерело?].
26 березня 2012 SHINee разом зі своїми колегами по лейблу стали акціонерами SM Entertainment. Кожен отримав по 340 акцій (близько 13 600 доларів на кожного учасника).
16 серпня 2012 SM Entertainment оголосило про новий японський сингл Dazzling girl, який містить 2 треки: «Dazzling Girl» і «Run with Me»[джерело?].
1 вересня 2012 оголосили, що японський офіційний фан-клуб SHINee WORLD J буде відкритий о 12:00 за японським часом. Проведе захід «SHINee WORLD J FANCLUB EVENT 2012» 20 грудня 2012 в Осаці. 12 грудня 2012 SHINee випустили японський сингл «1000年,ずっと そば に いて· · ·», який містить 2 треки: «1000年,ずっと そば に いて· · ·» і «君 が いる 世界» (The World Where You Exist).[джерело?]
10 жовтня 2012 Shinee випустили оригінальний японський сингл «Dazzling Girl» 10 жовтня 2012 року. Сингл був проданий тиражем 97 111 копій за перший тиждень і був обраний як саундтрек для японського телесеріалу Sukkiri. 19 листопада 2012 року разом із актором Кім Су Хьоном Shinee виграли нагороду Міністерства культури Міністерства культури, спорту та туризму Південної Кореї та щорічну премію Корейської агенції творчого контенту (KOCCA), Корейську премію попкультури та мистецтв. У листопаді 2012 року Shinee відвідали церемонію вручення нагород Mnet Asian Music Awards 2012, яка проходила в Гонконзі. Вони перемогли у категорії «Найкраще танцювальне виконання – чоловічий гурт» за їхній останній корейський сингл «Sherlock (Clue + Note)». 12 грудня 2012 року Shinee випустили свій перший японський баладний сингл (шостий за рахунком) «1000-nen, Zutto Soba ni Ite...» і концертний відеоальбом зі свого туру Shinee World 2012.

### 2013−14:Dream Girl,Why So Serious?,Boys Meet U,EverybodyтаI'm Your Boy
15 січня 2013 року Shinee відвідали 27-у церемонію вручення премії Golden Disc Awards, яка проходила в Куала-Лумпурі на міжнародному автодромі Сепанг, і отримали нагороду популярності втретє після того, як виграли той самий титул у 2009 та 2010 роках. Вони також отримали Бонсан за Sherlock, другий після отриманого за альбом Lucifer в 2010 році. 3 лютого MBC оголосили, що Shinee зніметься в їхньому власному спеціальному новорічному фільмі під назвою «Чудовий день Shinee», трансляція якого почалася 10 лютого. У спеціальному фільмі було показано, як учасники Shinee відвідують різні країни за власним вибором без допомоги свого керівного персоналу та з продюсерською групою, яка має вказівку не втручатися. Для спеціального випуску Онью відвідав Таїланд, Джонхьон відвідав Японію, Кі та Мінхо відвідали Англію, а Тхемін відвідав Швейцарію.

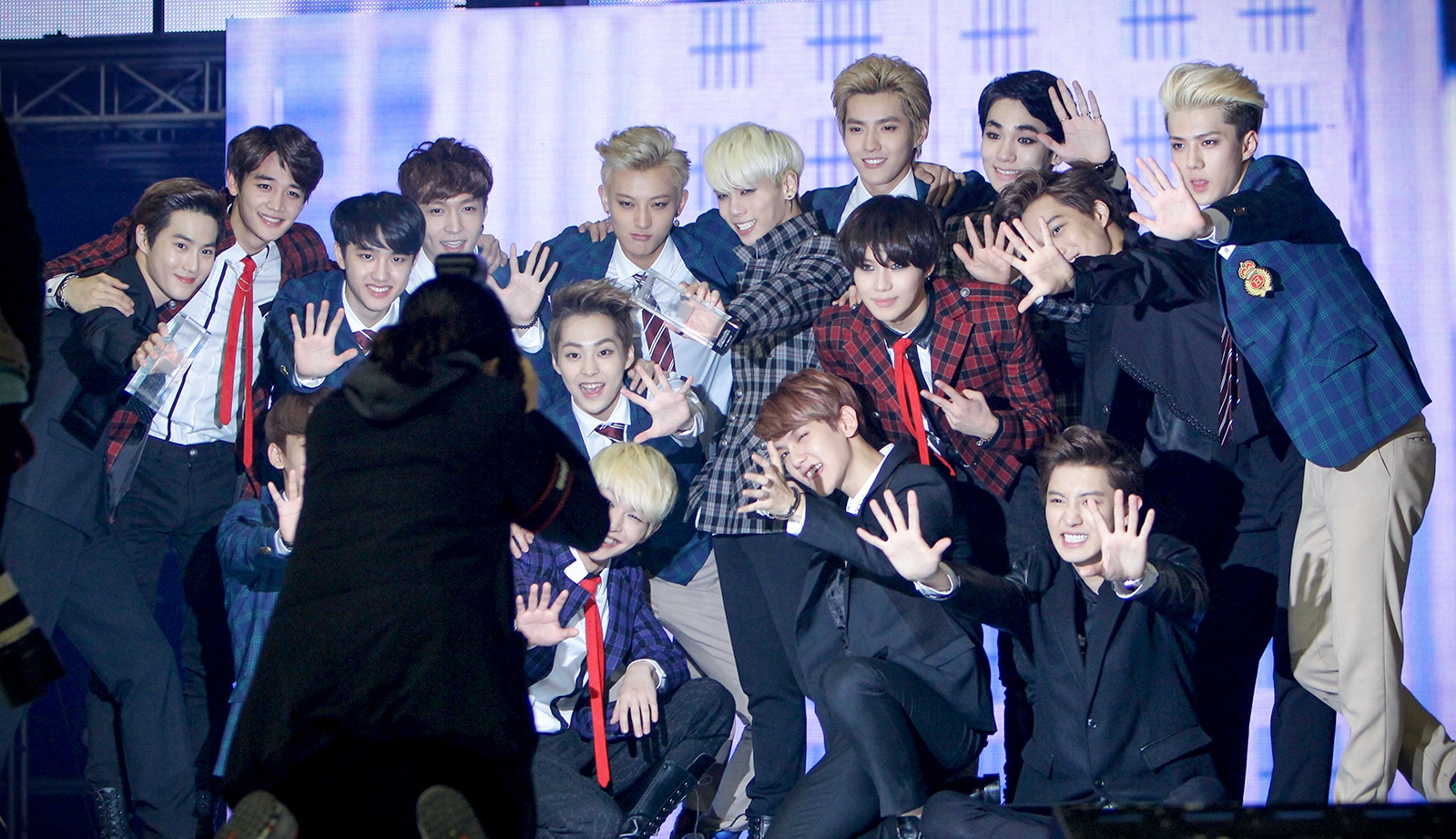
SHINee та EXO на Melon Music Awards у 2013 році

Третій корейський альбом Shinee складався з двох версій: першої частини, Dream Girl – The Misconceptions of You, яка вийшла 19 лютого, і другої частини, Why So Serious? – The Misconceptions of Me, що вийшла 29 квітня. Головний сингл першої частини, «Dream Girl», — це композиція в стилі ейсід-електро-фанк, яку спродюсували Сін Хьок і Joombas Music Factory, а головний сингл другої частини, «Why So Serious?», — це танцювальний трек у стилі фанк-рок, написаний та спродюсований Kenzie. Згодом був випущений збірний альбом The Misconceptions of Us з двома новими піснями: «Selene 6.23» і «Better Off». 13 березня Shinee випустили японський сингл «Fire». 26 червня гурт випустив свій другий японський альбом Boys Meet U, а 21 серпня був випущений однойменний сингл, включно з японською версією «Dream Girl». 28 червня 2013 року Shinee розпочали свій другий японський національний концертний тур Shinee World 2013 у Сайтамі.
У листопаді 2013 року Shinee отримали звання «Артист року» на Melon Music Awards, одній із найбільших церемоній нагородження в країні, яка присуджує нагороди на основі цифрових продажів і онлайн-голосувань. Це був перший раз, коли гурт отримала приз. 29 вересня SM Entertainment оголосили, що п'ятий мініальбом Shinee Everybody вийде 14 жовтня. 6 листопада 2013 року SM Entertainment оголосила про проведення тижневого музичного фестивалю під назвою SM Town Week. Концерт Shinee під назвою The Wizard відкрив захід 21 грудня в Kintex в Ільсані.
29 січня 2014 року було оголошено, що Shinee проведуть свій третій корейський сольний концерт Shinee World III у березні з додатковим шоу у Латинській Америці. 24 лютого мер району Каннам Сін Йон Хі оголосив, що Shinee призначено почесним послом округу. 2 квітня Shinee випустили концертний альбом зі свого другого сольного концерту. 25 червня Universal Music Japan випустила десятий японський сингл Shinee «Lucky Star» як свій перший реліз під EMI Records. 24 вересня Universal Music Japan випустив третій японський альбом гурту I'm Your Boy, якому передували сингли «Boys Meet U», «3 2 1» і «Lucky Star». З вересня по грудень 2014 року Shinee вирушили в свій третій тур по Японії. Він розпочався в Тібі 28 вересня, із запланованими 30 виступами по всій країні.

### 2017—2019:Five, смерть Джонхьона,The Story of Lightта військова служба
18 грудня 2017 року стало відомо, що Джонхьон вчинив самогубство.

### 2020–донині:Don't Call MeтаSuperstar
8 липня 2020 Онью закінчив військову службу, 24 вересня та 15 листопада звільнилися Кі та Мінхо відповідно. 6 січня 2021 року SM Entertainment оголосили, що Shinee повернуться з новим альбомом після двох з половиною років перерви. Сьомий корейський альбом гурту Don't Call Me, включно з однойменним головним синглом та музичним відео до нього, вийшов 22 лютого 2021 Альбом став комерційно успішним, дебютувавши під номером один у Gaon Album Chart та отримавши платинову сертифікацію від KMCA за 250 000 проданих копій.

## Учасники

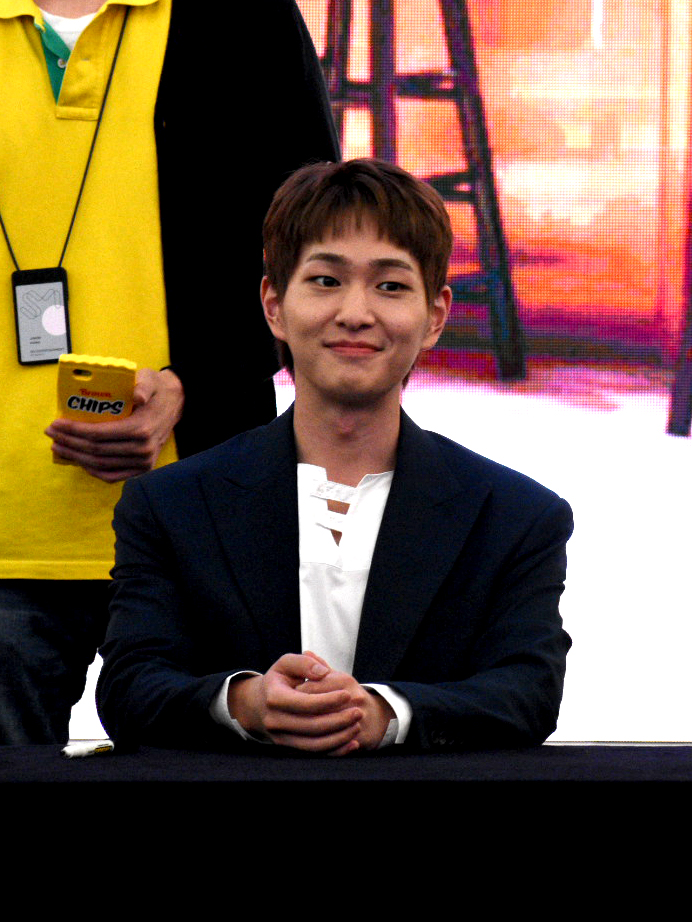
Онью
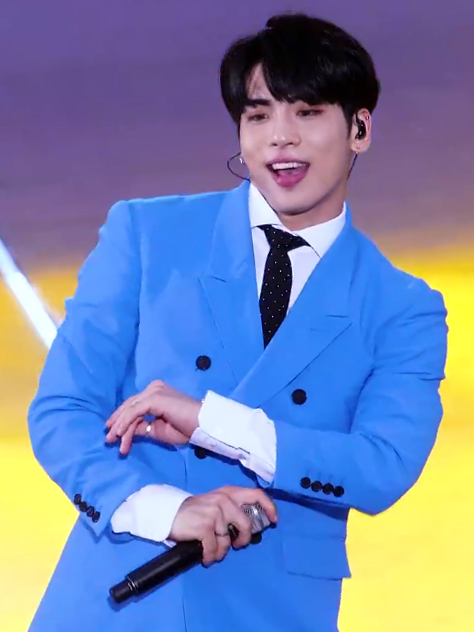
Джонхьон
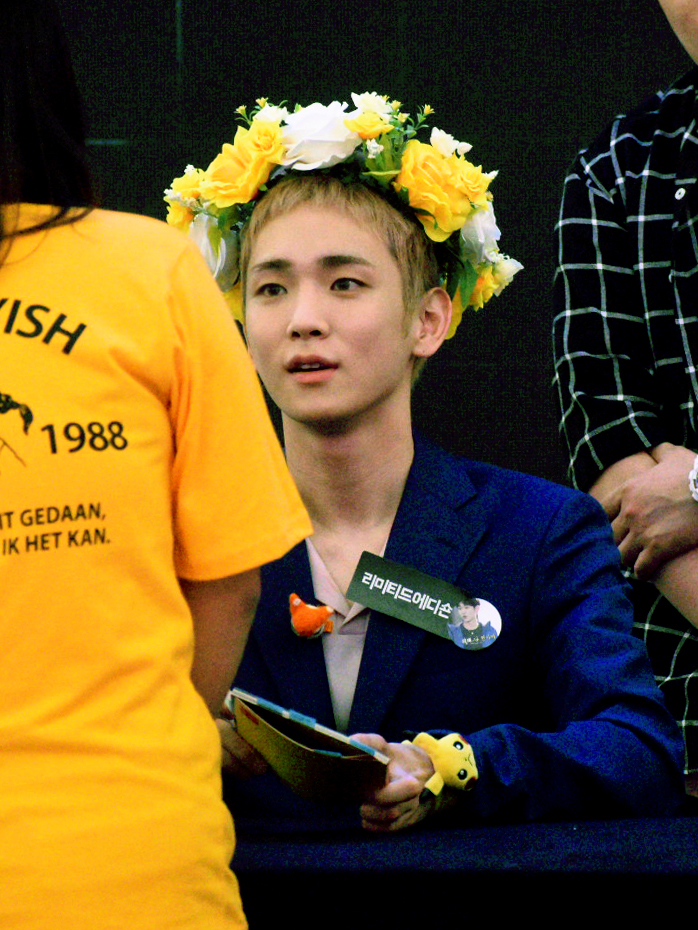
Кі
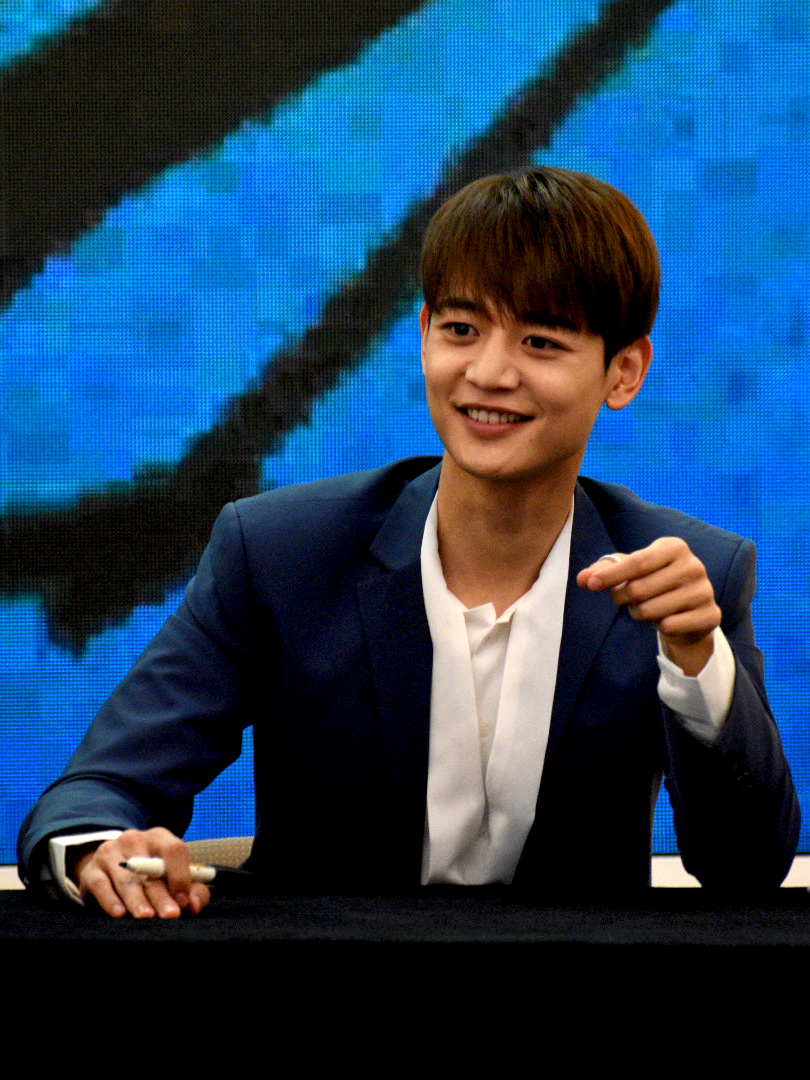
Мінхо
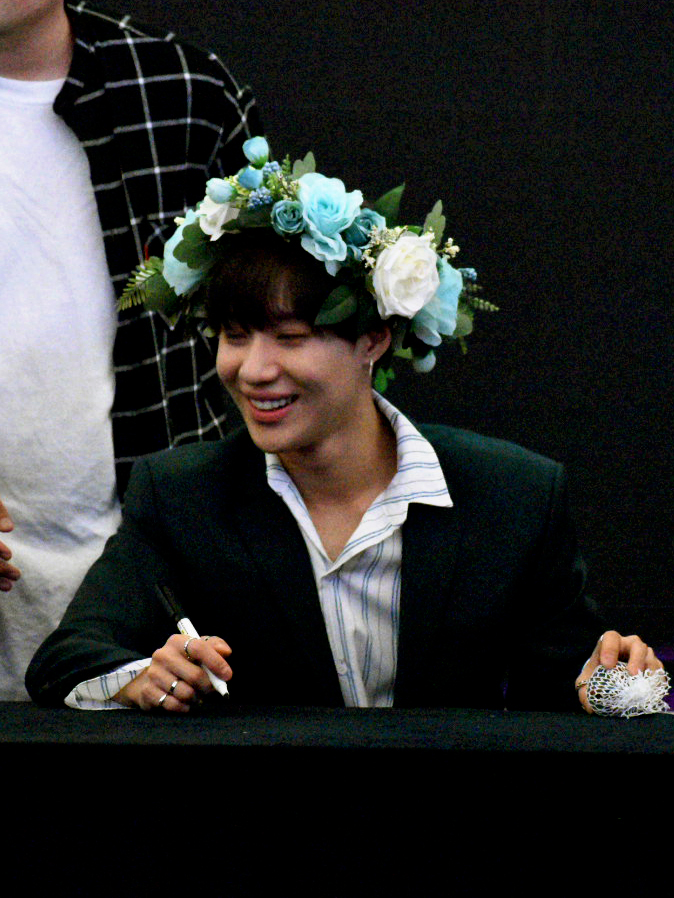
Тхемін

| Дійсні учасники  | Дійсні учасники | Дійсні учасники | Дійсні учасники | Дійсні учасники | Дійсні учасники | Дійсні учасники           | Дійсні учасники                             |
| Сценічне ім'я    | Сценічне ім'я   | Сценічне ім'я   | Справжнє ім'я   | Справжнє ім'я   | Справжнє ім'я   | Дата народження           | Позиція у гурті                             |
| Українською      | Латиницею       | Хангилем        | Українською     | Латиницею       | Хангилем        | Дата народження           | Позиція у гурті                             |
| ---------------- | --------------- | --------------- | --------------- | --------------- | --------------- | ------------------------- | ------------------------------------------- |
| Онью             | Onew            | 온유            | Лі Джінґі       | Lee Jinki       | 이진기          | 14 грудня 1989 (35 років) | Лідер, ведучий вокаліст                     |
| Кі               | Key             | 키              | Кім Кібом       | Kim Kibum       | 김기범          | 23 вересня 1991 (33 роки) | Ведучий репер, ведучий танцюрист, вокаліст  |
| Мінхо            | Minho           | 민호            | Чхве Мінхо      | Choi Minho      | 최민호          | 9 грудня 1991 (33 роки)   | Головний репер, вокаліст, віжуал            |
| Тхемін           | Taemin          | 태민            | Лі Тхемін       | Lee Taemin      | 이태민          | 18 липня 1993 (31 рік)    | Головний танцюрист, ведучий вокаліст, макне |
| Колишні учасники |                 |                 |                 |                 |                 |                           |                                             |
| Сценічне ім'я    | Сценічне ім'я   | Сценічне ім'я   | Справжнє ім'я   | Справжнє ім'я   | Справжнє ім'я   | Роки життя                | Позиція у гурті                             |
| Українською      | Латиницею       | Хангилем        | Українською     | Латиницею       | Хангилем        | Роки життя                | Позиція у гурті                             |
| Джонхьон         | Jonghyun        | 종현            | Кім Джонхьон    | Kim Jonghyun    | 김종현          | 08.04.1990-18.12.2017     | Головний вокаліст                           |

### Часова шкала
Нотатка: Джонхьон все ще з'являється посмертно в альбомі The Story of Light, незважаючи на його смерть 18 грудня 2017 року.

## Дискографія
| Корейські альбоми Студійні альбоми The SHINee World (2008) Lucifer (2010) Dream Girl — The Misconceptions of You (2013) Why So Serious? — The Misconceptions of Me (2013) Odd (2015) 1 of 1 (2016) The Story of Light (2018) | - The First (2011) - Boys Meet U (2013) - I'm Your Boy (2014) - DxDxD (2016) - Five (2017) |  |

## Фільмографія

### Фільми
| Рік  | Назва              | Нотатки              | Прим.  |
| ---- | ------------------ | -------------------- | ------ |
| 2012 | I Am               | Біографічний фільм   | [ 77 ] |
| 2015 | SM Town: The Stage | Документальний фільм | [ 78 ] |

### Телевізійні серіали
| Рік  | Назва                          | Нотатки              | Прим.  |
| ---- | ------------------------------ | -------------------- | ------ |
| 2008 | My Precious You                | Камео                | [ 79 ] |
| 2012 | ENT                            | Анімаційні персонажі | [ 80 ] |
| 2013 | You're the Best, Lee Soon-shin | Камео                | [ 81 ] |

### Реаліті-шоу
| Рік  | Назва                  | Прим.  |
| ---- | ---------------------- | ------ |
| 2008 | Shinee's Yunhanam      | [ 82 ] |
| 2010 | Shinee's Hello Baby    | [ 83 ] |
| 2012 | World Date with Shinee | [ 84 ] |
| 2013 | Shinee's One Fine Day  | [ 85 ] |
| 2018 | Shinee's Back          | [ 86 ] |
| 2021 | Shinee Inc.            | [ 87 ] |

## Тури і концерти
| Хедлайнери Азійські тури Shinee World (2010—2011) Shinee World II (2012) Shinee World IV (2015) Світові тури Shinee World III (2014) Shinee World V (2016—2017) [ 88 ] [ 89 ] [ 90 ] Японські тури Shinee World 2012 (2012) Shinee World 2013 ~Boys Meet U~ (2013) Shinee World 2014 ~I'm Your Boy~ (2014) Shinee World 2016 ~DxDxD~ (2016) Shinee World 2017 ~Five~ (2017) Shinee World The Best 2018 ~From Now On~ (2018) | - Beyond Live — Shinee: Shinee World (2021) - SM Town Live '08 (2008—2009) - SM Town Live '10 World Tour (2010—2011) - SM Town Live World Tour III (2012—2013) - SM Town Week — «The Wizard» (2013) - SM Town Live World Tour IV (2014—2015) - KCON: Париж, Франція та Лос-Анджелес, США (2016) - SM Town Live World Tour V in Japan (2016) - SM Town Live World Tour VI in Korea and Japan (2017) - TVXQ! Asia Tour «Mirotic» (2009) - Girls' Generation Asia Tour «Into the New World» (2009—2010) |